# Олександр Вільсон
Олександр Вільсон (англ. Alexander Wilson) — американський орнітолог, ілюстратор і поет.
У 1794 році Вільсон емігрував з Шотландії в Америку. Починаючи з 1804 року він почав ілюструвати серію книг про птахів Північної Америки «American Ornithology».
Кілька видів птахів, такі як океанник Вільсона (Oceanites oceanicus), пісочник Вільсона (Charadrius wilsonia), а також рід американських піснярів болотянка (Wilsonia) названі на його честь. Щоправда, всі три види останнього були перенесені до роду червонолобий пісняр (Cardellina) та пісняр (Setophaga), залишивши назву роду вілсонія як історичний синонім. Але англійська назва одного з видів болотянки малої залишається англ. Wilson's warbler.

## Твори
- American Ornithology. 9 томів. Bradford and Inskeep, Philadelphia 1808—1814.

### Лірика
- Poems. J. Neilson, Paisley 1790.
- Poems, Humorous, Satirical, and Serious. 2. Auflage. P. Hill, Edinburgh 1791.
- Poems Chiefly in the Scottish Dialect by Alexander Wilson with an Account of His Life and Writings. J. Neilson, Paisley 1816.
- The Poetical Works of Alexander Wilson. J. Henderson, Belfast 1844.
- The Poems and Literary Prose of Alexander Wilson. Ed. Rev. Alexander B. Grosart. 2 Bd. Alexander Gardner, Paisley 1876.